# Rogy
Rogy là một xã ở tỉnh Somme, vùng Hauts-de-France, Pháp.

## Địa lý
A small village Xã này tọa lạc 11 dặm Anh về phía nam của Amiens, trên đường D109.

## Dân số
| 1962                                                         | 1968 | 1975 | 1982 | 1990 | 1999 |
| ------------------------------------------------------------ | ---- | ---- | ---- | ---- | ---- |
| 77                                                           | 79   | 74   | 76   | 82   | 94   |
| Số liệu điều tra dân số từ năm 1962, dân số không tính trùng |      |      |      |      |      |